# EvilDead
EvilDead ist eine US-amerikanische Thrash-Metal-Band aus Los Angeles (Kalifornien), die im Jahre 1987 gegründet wurde. Die Band ist nach dem Horrorfilm Tanz der Teufel (englischer Originaltitel: The Evil Dead) von Sam Raimi benannt.

## Geschichte
Die Band wurde im Jahre 1987 von Gitarrist Juan Garcia (Abattoir, Agent Steel, später auch Body Count) und Bassist Mel Sanchez (Abattoir) gegründet. Zusammen mit Schlagzeuger Rob Alaniz (ex-Necrophilia) und Gitarrist Mark Caro (Abattoir) nahmen sie im selben Jahr die erste Demo The Awakening auf. Bassist Garcia übernahm auf der Demo auch den Posten des Sängers. Am 11. April 1987 spielten sie ihr erstes Konzert im Fender’s Ballroom in Long Beach. Dort traten sie mit Bands wie Cryptic Slaughter, Dark Angel und Possessed auf.
Im Jahre 1988 trennte sich Garcia endgültig von seiner damaligen Band Agent Steel, sodass er sich vollkommen Evildead widmen konnte. Im selben Jahr erreichte die Band auch einen Vertrag bei Steamhammer Records. Albert Gonzales ersetzte zudem nun Mark Caro als Gitarristen, und Phil Flores übernahm den Posten des Sängers. Zusammen nahmen sie die EP Rise Above, welche eigene Lieder enthielt und als Titellied das Black-Flag-Cover Rise Above. In den USA wurde die EP über Roadrunner Records veröffentlicht. Durch die EP erreichte die Band zunehmend Aufmerksamkeit. Im Sommer 1988 betrat sie dann die Music Grinder Studios mit Produzent Casey Mackin (Nuclear Assault, Kreator) und nahm das erste Studioalbum Annihilation of Civilization auf, welches im Jahre 1989 ebenfalls bei Steamhammer Records erschien.
Nach einigen Änderungen in der Besetzung begannen sie eine Tour mit der Band Lääz Rockit durch Europa. Auch hielten sie eine Tour durch die USA mit der Band Death. Danach folgten erneut Wechsel in der Besetzung. Albert Gonzalez begleitete Death weiter auf deren Tour, Rob Alaniz und Mel Sanchez verließen die Band ebenfalls. Mit Karlos Medina (Bass), Schlagzeuger Doug Clawson (Ex-Defcon) und Phils Bruder Dan an der zweiten Gitarre begannen sie die Aufnahmen zu The Underworld, welches von Warren Cryole produziert wurde. Es wurde im Jahre 1991 über Steamhammer Records veröffentlicht. Das Album enthielt eine Coverversion des Scorpions-Titels He’s a Woman, She’s a Man. Der inzwischen verstorbene David Wayne (ex-Metal Church) trat dabei als Gastsänger auf und Gene Hoglan (Strapping Young Lad/ex-Dark Angel) übernahm dabei den Posten des Schlagzeugers.
Da Doug Clawson auch die Band bald wieder verließ, wurde er für die anschließenden Tour durch Joe Montelongo ersetzt. Mit diesem nahmen sie das Live-Album From the Depths of the Underworld auf, jedoch noch vor Veröffentlichung des Albums trennt sich Sänger Phil Flores von der Band. 1992 kam es dann zur Auflösung der Band. Juan Garcia und Bassist Karlos Medina spielten wieder einige Auftritte mit der Band Agent Steel, während Mel Sanchez noch einige wenige Konzerte bei Abattoir spielte.
Im Oktober 2009 vereinigten sich die Original-Mitglieder Rob Alaniz, Juan Garcia, Mel Sanchez und Albert Gonzales wieder und probten erstmals wieder zusammen. Anfangs war noch Chris Malaki (Abattoir) Sänger der Band. Im Jahre 2010 besetzte Steve Nelson (Winterthrall, Noctuary) seinen Posten. Nach internen Streitigkeiten liegt die Zukunft der Band derzeit wieder auf Eis.

## Stil
Charakteristisch für die Band sind die schnellen Riffs und der ebenfalls schnelle Gesang. Textlich handeln die Lieder von der Ablehnung von Religion und von der nuklearen Apokalypse. Musikalisch lässt sich die Band mit der Band Overkill vergleichen, wobei bei Evildead die Songs melodischer ausfallen.

## Diskografie
- 1987: The Awakening (Demo)
- 1988: Rise Above (EP, Steamhammer Records bzw. Roadrunner Records (USA))
- 1989: Annihilation of Civilization (Album, Steamhammer Records)
- 1991: The Underworld (Album, Steamhammer Records)
- 1992: From the Depths of the Underworld (Live-Album, Steamhammer Records)
- 2020: United States of Anarchy (Album, Steamhammer Records)
- 2024: Toxic Grace (Album, Steamhammer Records)